# Cristina Matei
Cristina Stefania Matei, coniugata Tămaş (Arad, 14 ottobre 1979), è un'ex cestista rumena.

## Carriera
Con la Romania ha disputato i Campionati europei del 2001.